# Yo estuve ahí... nosotros también
Yo estuve ahí...nosotros también es el título del primer álbum en vivo de la banda argentina de punk rock Bulldog.

## Descripción
Se trata de un registro del concierto que la banda dio en septiembre de 2005 en el teatro de Buenos Aires. Este show fue grabado y editado en dos partes: la primera publicada en 2005 y la segunda en 2006
En este concierto antes de tocar la canción Fatal destino Ramiro "Rata" España lee una carta que le llegó a los camerines antes del concierto donde se pide que se le dedique la canción (fatal destino) a un fan fallecido de la banda, luego de leerla la banda se pone a tocar la canción.

"Esta carta me la dio uno de los chicos recién que esta acá adelante que vino muy temprano porque esta desde antes haciendonos el aguante y dice así rata por favor dedicale un tema a maguila un bulldoguero del alma que te seguía a todos lados que ya no está entre nosotros si es fatal destino mejor sino cualquiera por favor que salga en el disco"

## Lista de canciones (parte 1)
1. Volar volar
2. El grito silencioso
3. Un manto de libertad
4. Ser así
5. Piruvari (mundo irreal)
6. El campo de los sueños, con Ray Fajardo baterista de El otro yo
7. La vida, con Damián "el chino" Biscotti baterista de Cadena perpetua
8. Otra vez
9. Mi amor, mi sol... mi perdición
10. El ángel de la muerte, con Leonardo De Cecco baterista de Attaque 77
11. Más que diez
12. 1000 años, con pecho y charly trompeta y saxofón de Las manos de Filippi
13. Crónicas (un día en la vida de...), con pecho y charly trompeta y saxofón de Las manos de Filippi
14. Cementerio punk, con Dudú de Sin Ley (banda)
15. Fiel
16. Tu asesino, con Claudio "el tano" Marciello guitarrista de Almafuerte
17. Fatal destino
18. 3.º D